# خزامى عريضة الأوراق
الخزامى عريضة الأوراق (الاسم العلمي: Lavandula latifolia) هو نبات مزهر يتبع الشفوية، موطنه منطقة غرب البحر الأبيض المتوسط، من وسط البرتغال إلى شمال إيطاليا (بالضبط في لغرية) عبر إسبانيا وجنوب فرنسا. يمكن أن يحدث التهجين في البرية مع الخزامى الإنجليزية (Lavandula angustifolia).
رائحة الخزامى العريضة الأوراق قوية جدًّا، مع الكثير من الكافور، وأكثر نفاذة من رائحة الخزامى الإنجليزية. ولهذا السبب تُزرع الصنفين في حقول منفصلة.